# PartyNextDoor (EP)
PartyNextDoor è il primo EP del cantante canadese PartyNextDoor, pubblicato il 1º luglio 2013 per OVO Sound.
Il disco debutta allasesta posizione della Top Heatseekers edita da Billboard, con la vendita complessiva di 2 000 unità nella prima settimana. Il 20 luglio raggiunge la trentaquattresima posizione nella Top R&B/Hip-Hop Albums.

## Tracce
Testi e musiche di Jahron Brathwaite, eccetto dove indicato.
1. Welcome to the Party – 1:54 (testo: Jahron Brathwaite, Derwin Dicker)
2. Wild Bitches – 3:35 (testo: Jahron Brathwaite, Christopher Laufman)
3. Relax with Me – 2:47
4. Right Now – 4:03 (testo: Jahron Brathwaite, Seth Haley)
5. Make a Mil – 2:51
6. Break from Toronto – 1:39 (testo: Jahron Brathwaite, M. Pimentel)
7. TBH – 2:03
8. Wus Good / Curious – 3:32 (testo: Jahron Brathwaite, Kelsey Bulkin, Alexei Saba)
9. Over Here (feat. Drake) – 2:57 (testo: Jahron Brathwaite, Aubrey Graham, A. Palman – musica: PartyNextDoor, 40)
10. Ballin – 3:12

Note
- Welcome to the Party contiene elementi di Before We Talked, brano di Gold Panda
- Wild Bitches contiene elementi di Loud Mouths, scritto da Christopher Laufman
- Right Now contiene elementi di Hyperlips, brano di Com Truise scritto da Seth Haley
- Break From Toronto contiene elementi di Girl with the Tattoo Enter.lewd, brano di Miguel Pimentel
- Wus Good / Curious contiene elementi di Chatoyant, brano dei Made In Heights scrito da Kelsey Bulkin e Alexei Saba

## Formazione
Musicisti
- PartyNextDoor – voce, produzione, ingegneria
- Drake – voce aggiuntiva (traccia 9)

Produzione
- Marc-Olivier Bouchard – mastering
- Noel Cadastre – ingegneria
- 40 – missaggio, produzione (traccia 9)